# Conotrachelus trigonalis
Conotrachelus trigonalis – gatunek chrząszcza z rodziny ryjkowcowatych.

## Budowa ciała
Ciało wydłużone. Przednia krawędź pokryw znacznie szersza od przedplecza, boczne krawędzie zbiegają się w kształcie litery "V". Na ich powierzchni podłużne żeberkowanie oraz punktowanie. Przedplecze wydłużone, niemal okrągłe w zarysie w tylnej części, z przodu nieznacznie i łagodnie zwężone. Ciało pokryte rzadką, jasną szczecinką.
Ubarwienie ciała jasne, kremowobrązowe z ciemnobrązową głową i przedpleczem.

## Zasięg występowania
Ameryka Południowa i Północna, występuje w Boliwii, Brazylii oraz w Ameryce Środkowej.